# 安蒂戈妮·德里斯比奥蒂
安蒂戈妮·德里斯比奥蒂，OLY（1984年3月21日—），希腊女子田径运动员，2022年欧洲田径锦标赛女子20公里竞走和女子35公里竞走金牌得主、2023年世界田径锦标赛女子35公里竞走铜牌得主。